# Othonna cyclophylla
Othonna cyclophylla là một loài thực vật có hoa trong họ Cúc. Loài này được Merxm. mô tả khoa học đầu tiên.